# Elisa (Telenovela)
Elisa (italienisch Elisa di Rivombrosa) ist eine Telenovela unter der Regie von Cinzia TH Torrini, die 2008 vom NDR ausgestrahlt wurde. Nach dem großen Erfolg der ersten Staffel 2003 wurde 2005 eine Zweite ausgestrahlt. Beide hatten je 26 Folgen. 2007 folgte die Fortsetzung La Figlia di Elisa – Ritorno a Rivombrosa (‚Die Tochter von Elisa – Rückkehr nach Rivombrosa‘).

## Handlung
Elisa von Rivombrosa spielt in der zweiten Hälfte des 18. Jahrhunderts in der Gegend um Turin (Piemont) – während der Zeit der Aufklärung. Im Mittelpunkt des Geschehens steht das Gut von Rivombrosa und der Adel Turins.
Die Hauptfigur Elisa Scalzi ist eine junge Frau aus armem Hause, die Gesellschaftsdame der alten Contessa (Gräfin) Agnese Ristori wird, der Mutter des Conte (Grafen) Fabrizio. Elisa und Fabrizio verlieben sich bald ineinander. Doch die Klassenunterschiede scheinen unüberwindbar. Die Dienerschaft beobachtet die Liebe mit Neid, die Mitglieder der adeligen Gesellschaft lehnen Elisa ab. Die Handlung spielt vor dem Hintergrund eines Komplotts des Adels gegen den König. Am Ende der ersten Staffel heiraten Elisa und Fabrizio. Die 2. Staffel handelt nach dem Tod Fabrizios davon, wie die vom König zur Contessa geadelte Elisa versucht, das Gut Rivombrosa von hohen Schulden zu befreien.

## Entstehung

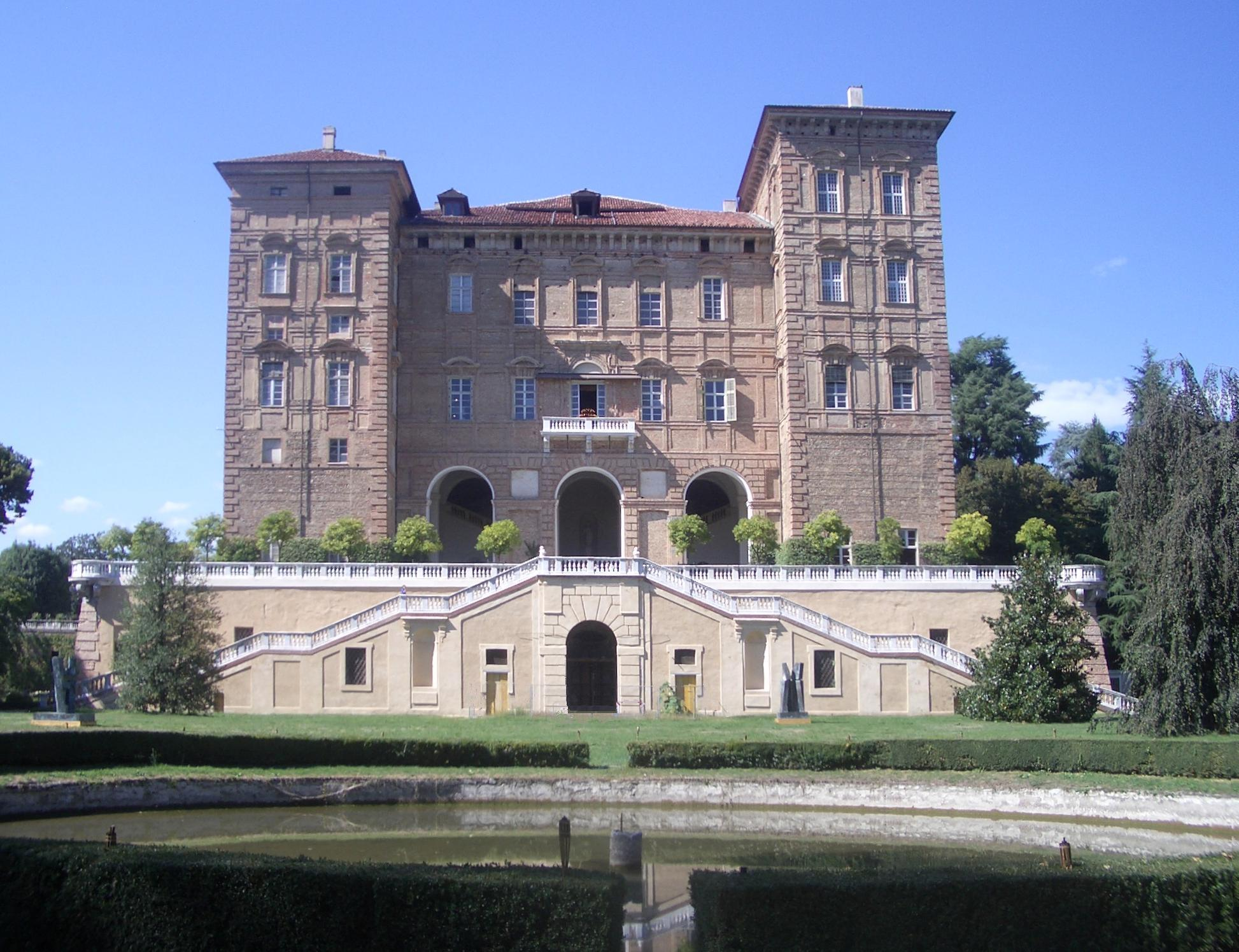
Der Sommerpalast von Agliè, Hauptdrehort der Serie

Diese Kostümserie ist inspiriert durch den klassischen englischen Roman Pamela von Samuel Richardson und ins Piemont des 18. Jahrhunderts verlegt worden. Die Serie wurde in den Schlössern des Piemont gedreht und für hunderte von handgemachten Kostümen wurde sie unter anderem prämiert. Rivombrosa ist der Sommerpalast von Agliè. Der Name Rivombrosa kommt von Riv'umbrusa (lato ombreggiato = schattige Seite).
Die Serie wurde von Together Productions/De Angelis und der deutschen Victory Media Group produziert. Die Regisseurin Cinzia TH Torrini hat in München an der Hochschule für Film und Fernsehen studiert. Von Elisa hat sie die Regie der ersten Staffel und die der ersten 12 Folgen der zweiten Staffel geführt. Dann übernahm Stefano Alleva die Regie für die restlichen Folgen der zweiten Staffel sowie für La Figlia di Elisa.
Hauptdarstellerin ist die italienische Schauspielerin Vittoria Puccini, die deutschen Zuschauern als Mary Vetsera im ORF-Historienzweiteiler Kronprinz Rudolfs letzte Liebe begegnet ist. Unter den weiteren Hauptdarstellern befindet sich auch der Südtiroler Kaspar Capparoni, der im Fernsehen als Kommissar von Kommissar Rex zu sehen ist. Die Hauptdarsteller Puccini und Alessandro Preziosi hatten sich beim Dreh zur Serie kennengelernt und daraufhin verlobt. 2006 wurde die gemeinsame Tochter auf „Rivombrosa“ geboren. Die deutsche Synchronisation entstand unter der Dialogregie von Mario von Jascheroff und Boris Tessmann durch die Synchronfirma Interopa Film GmbH in Berlin.
| Darsteller              | Figur                                                   | Deutscher Sprecher       |
| ----------------------- | ------------------------------------------------------- | ------------------------ |
| Vittoria Puccini        | Elisa Scalzi                                            | Nana Spier               |
| Alessandro Preziosi     | Fabrizio Ristori                                        | Peter Flechtner          |
| Antonella Fattori       | Contessa Anna Ristori                                   | Christin Marquitan       |
| Riccardo Simone Sicardi | Martino Ristori                                         | Jacopo Bonanni           |
| Cesare Bocci            | Antonio Ceppi                                           | Viktor Neumann           |
| Jane Alexander          | Marchesa Lucrezia Van Necker Beauville                  | Claudia Urbschat-Mingues |
| Eleonora Mazzoni        | Schwester Margherita ehemals Marchesa Maffei Di Barbero | Ulrike Stürzbecher       |
| Luca Ward               | Herzog Ottavio Ranieri                                  | Klaus-Dieter Klebsch     |
| Antonino Iuori          | Marchese Alvise Radigati Di Magliano                    |                          |
| Kaspar Capparoni        | Giulio Drago                                            | Erich Räuker             |
| Giovanna Rei            | Betta Maffei Di Barbero                                 | Dascha Lehmann           |
| Francesca Rettondini    | Herzogin Clelia Bussani                                 | Sabine Arnhold           |
| Antonio Salines         | Marchese Jean Luc Beauville                             | Roland Hemmo             |
| Enrico Beruschi         | Marchese Lelio Sorbelloni                               |                          |
| Philippe Leroy          | König Carlo Emanuele III                                | Christian Rode           |
| Valentina Beotti        | Lucia Ceppi                                             | Marina Krogull           |
| Regina Bianchi          | Contessa Agnese Ristori                                 | Barbara Adolph           |
| Marina Giordana         | Artemisa Scalzi                                         | Sonja Deutsch            |
| Pamela Saino            | Orsolina Scalzi                                         |                          |
| Ralph Palka             | Capitano Terrazzìni                                     | Stefan Staudinger        |
| Marzia Ubaldi           | Amelia                                                  | Regine Albrecht          |
| Pierlugi Coppola        | Angelo Boundio                                          | Robin Kahnmeyer          |
| Sabrina Sirchia         | Bianca Buondì                                           | Tanja Geke               |
| Giovanni Rizzuti        | Titta                                                   | Nicolás Artajo           |
| Emmanuela Garuccio      | Celeste                                                 | Ghadah Al-Akel           |
| Linda Batista           | Isabella                                                | Tina Eschmann            |
| Danilo Maria Valli      | Gasparo                                                 |                          |
| Anne-Valerie Lefevre    | Madame Terese Roland                                    |                          |
| Luis Molteni            | Don Tognino                                             |                          |
| Paola Sebastiani        | Checca                                                  |                          |

## Veröffentlichungen und Auszeichnungen
| Staffel | Premiere      | Finale        |
| ------- | ------------- | ------------- |
| 1       | 17. Dez. 2003 | 23. Feb. 2004 |
| 2       | 28. Sep. 2005 | 01. Dez. 2005 |
| Ableger | 04. Nov. 2007 | 25. Dez. 2007 |

Die erste Staffel (bestehend aus 26 Folgen à 50 Minuten) startete auf Canale 5 mit 6,5 Mio. Zuschauern und steigerte sich in zweieinhalb Monaten auf mehr als die doppelte Zuschauerzahl. Mit mehr als vierzehn Millionen Zuschauer und einen Marktanteil von 56,4 Prozent ist die 18 Mio. Euro–Produktion auf Platz sieben der erfolgreichsten Mediaset-Produktionen der letzten sechs Jahre. Sie wurde inzwischen in viele Länder verkauft und lief in Frankreich, Bulgarien, in der Türkei, Spanien, Finnland, Tschechien, Polen, Rumänien und Kanada. In Österreich wurde Elisa im ORF 2 im September/Oktober 2006 ausgestrahlt. In Deutschland strahlte der NDR die Serie vom 5. Februar bis zum 13. Mai 2008 aus sowie die ARD und Einsfestival jeweils im Frühjahr 2011.
Die Serie wurde bei der Verleihung des Fernsehpreises „Il Telegatto“ in vier Kategorien ausgezeichnet. Sie erhielt die Auszeichnung für die beste Serie und das beste Programm des Jahres, außerdem wurden die Hauptdarsteller Vittoria Puccini und Alessandro Preziosi als beste Darsteller bedacht.
Elisa di Rivombrosa sowie La Figlia di Elisa liegen in italienischer Sprache vollständig auf DVD vor. In Deutschland erschien Staffel 1 als Elisa di Rivombrosa am 20. August 2010 auf DVD, Staffel 2 folgte am 10. Juni 2011. Ein gemeinsames Box-Set (8 DVDs Staffel 1, 10 DVDs Staffel 2) ist in der Reihe Fernsehjuwelen erschienen. Es enthält deutschsprachige Interviews mit Vittoria Puccini, Alessandro Preziosi und der Regisseurin Cinzia TH Torrini. Des Weiteren gibt es zwei Soundtrack-CDs zur Serie. In Deutschland sind zusätzlich zwei Bücher zu der Serie von Luisa Santini und Carina Martinez beim vgs Verlag erschienen.

## La Figlia di Elisa – Ritorno a Rivombrosa
Die Fortsetzung spielt 20 Jahre später. Protagonistin ist Agnese, Elisas Tochter, gespielt von Sarah Felberbaum. Agnese verliebt sich in Lucrezias Sohn Andrea van Necker (Giulio Berruti), der als Bandit gefürchtet wird. Auch wieder dabei Martino Ristori (Paolo Seganti) und Emilia (Valentina Pace), die sich ineinander verlieben. Auch begegnet der Zuschauer erneut der Marchesa Lucrezia Van Necker Beauville (Jane Alexander). Die Fortsetzung basiert lose auf dem Werk von Alexandre Dumas dem Älteren von 1856 Les Compagnons de Jéhu.